# Науру на Олимпийских играх
Хотя Науру получил независимость от Великобритании и Австралии в 1968 году, олимпийское движение в Науру возникло лишь в начале 1990-х годов под началом Винсона Детенамо.  
Национальный олимпийский комитет Науру был основан в 1991, и в том же году начались переговоры с Международным олимпийским комитетом о его признании. В мае 1994 НОК Науру подал заявку на вступление в МОК, и в сентябре того же года заявка была удовлетворена. Науру стало самым маленьким государством — членом Международного Олимпийского комитета. 
В 1996 году спортсмены этой страны впервые участвовали в Олимпийских играх. С тех пор сборная команда Науру принимала участие во всех летних Олимпийских играх. 
Однако и до 1996 года был случай, когда атлет родом с Науру становился участником Олимпийских игр. Тяжелоатлет Маркус Стивен, сенсационно победив на Играх Содружества в 1990 году, подал прошение о гражданстве Самоа, чтобы участвовать в барселонской Олимпиаде. Стивен принял участие и в двух последующих олимпиадах, но уже в качестве члена делегации Науру. Затем в 2007 году он стал президентом страны, а в 2009 — был избран президентом Национального Олимпийского Комитета Науру. 
В зимних Олимпийских играх Науру участия никогда не принимала, так как в государстве очень жарко. Спортсмены этой страны никогда не завоёвывали олимпийских медалей. Наивысший результат на Играх показал Юкио Петер, занявший восьмое место среди легковесов на играх 2004 года.
Науру ранее была известна своими тяжелоатлетами, и до 2021 года (игр в Токио) 9 из 11 олимпийцев из Науру, среди которых были три женщины, принимали участие в соревнованиях по тяжёлой атлетике. Также в состав сборных островного государства входили два дзюдоиста и два легкоатлета. Самые крупные делегации представляли страну на Олимпийских играх 1996 и 2004 годов (по 3 человека).
В играх 2020 года атлет из Науру впервые принял участие в соревнованиях по лёгкой атлетике. Джона Харрис участвовал в мужских забегах на 100 метров, заняв 5 место в предварительном забеге с результатом 11,01 секунды.
В играх 2024 года принимал участие один легкоатлет из Науру Винзар Какиуэа, получивший допуск к забегу на 100 метров. Он финишировал пятым в предварительном забеге, показав результат 11,15 секунды.

## Количество участников на летних Олимпийских играх
| Вид спорта        | 1996 | 2000 | 2004 | 2008 | 2012 | 2016 | 2020 | 2024 | Всего |
| ----------------- | ---- | ---- | ---- | ---- | ---- | ---- | ---- | ---- | ----- |
| Тяжёлая атлетика  | 3    | 2(1) | 3(1) | 1    | 1    | 1    | 1(1) |      | 10(3) |
| Лёгкая атлетика   |      |      |      |      |      |      | 1    | 1    | 2     |
| Дзюдо             |      |      |      |      | 1    | 1    |      |      | 2     |
| Всего спортсменов | 3    | 2(1) | 3(1) | 1    | 2    | 2    | 2(1) | 1    | 12(3) |

- в скобках приведено количество женщин в составе сборной